# Alessandro dal Borro

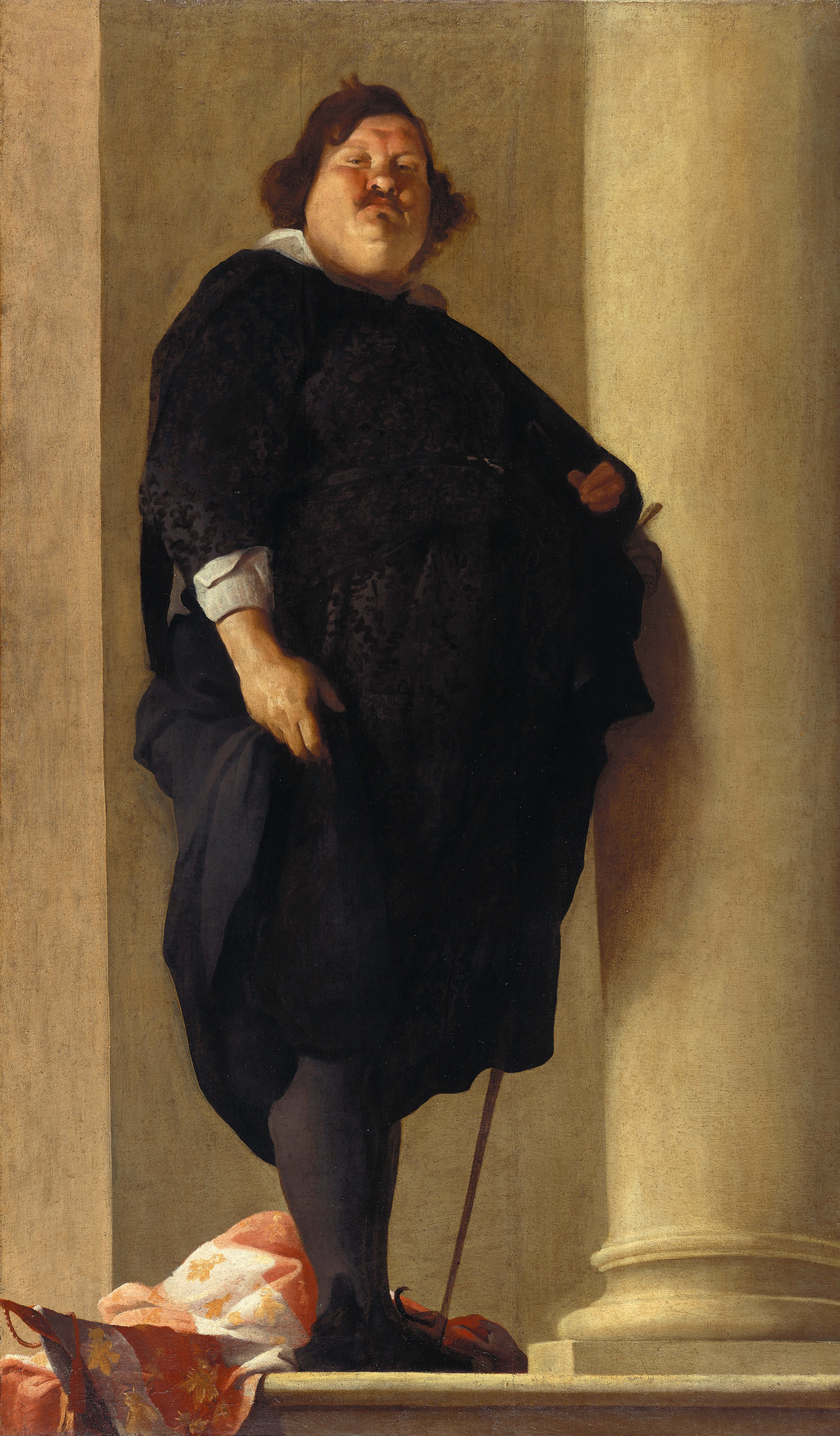
„Bildnis eines Mannes“ von Charles Mellin (zugeschrieben), Gemäldegalerie Berlin, entstanden 1630 oder 1645. Es zeigt möglicherweise Alessandro dal Borro.

Alessandro dal Borro (* 25. April 1600 in Arezzo; † 2. Dezember 1656 auf Korfu), auch Borri genannt, war ein toskanischer Edelmann und General. Er diente als kaiserlicher und spanischer Offizier im Dreißigjährigen Krieg und als toskanischer General im Krieg um Castro. Er erhielt für seine Verdienste den Titel eines kaiserlichen Feldmarschalls und galt in venezianischen Kriegsdiensten als „Schrecken der Türken“ (italienisch „Il terrore dei Turchi“). Bekanntheit erreichte er angeblich auch durch seine Fettleibigkeit, die zu seiner Zeit als Statussymbol galt.

## Familie und Ausbildung
Dal Borro wurde in Arezzo geboren, als Sohn des Girolamo, einem Adligen und kaiserlichen Hauptmann im Langen Türkenkrieg. Alessandro war Teil einer illustren Familie und studierte unter Giulio Parigi Mathematik an der Universität von Florenz.

## Militärische Karriere
1619 trat Dal Borro ins Militär ein und zog in der Kompanie des Hauptmanns Ottavio Piccolomini nach Deutschland. Der Großherzog der Toskana, Cosimo II. de’ Medici hatte die Truppen gesandt, um seinen Schwager, Kaiser Ferdinand II., bei der Niederschlagung des Böhmischen Ständeaufstands zu Beginn des Dreißigjährigen Kriegs zu unterstützen. Unter Gottfried Heinrich zu Pappenheim ging er 1625 ins Herzogtum Mailand, wo ihm der spanische Gouverneur Gómez Suárez de Figueroa, duque de Feria, das Kommando über eine freie Kompanie zu 300 Mann deutscher Soldaten gab, die Borro auf Kosten des toskanischen Großherzogs anwarb. Nach zwei Jahren in spanischen Diensten im Veltlinkrieg kehrte er im Juli 1627 in die kaiserliche Armee zurück.
Am 30. November 1627 wurde del Borro in der Armee des Oberbefehlshabers Wallenstein Hauptmann im Regiment von Tommaso Cerboni. Im Februar 1628 beauftragte Feldzeugmeister Hannibal von Schauenburg Borro mit der Inspizierung der im letzten Jahr von den Dänen eroberten Befestigungsanlagen in Holstein. Auch General Johann T’Serclaes von Tilly nutzte Anfang 1631 Borris Kenntnisse auf dem Gebiet. Von August 1631 an verteidigte er als Obristwachtmeister unter Oberst Caspar von Gramb das von den Schweden belagerte Wismar, bis sich die kaiserliche Besatzung im Januar 1632 ergeben musste. Danach warb Borro unter Oberst Jakob Heinrich von Paradis neue Rekruten an und wirkte an der Verstärkung der Wiener Stadtbefestigung mit. Im November 1633 rückte er als Obristleutnant unter Philipp Friedrich von Breuner nach Passau und verstärkte auf Piccolominis Befehl auch dort die Verteidigungsanlagen. Bei der Belagerung Regensburgs von Mai bis Juli 1634 konstruierte Borri Belagerungsmaschinen, mit denen er die Bewunderung seiner Befehlshaber gewann, Generalleutnant Matthias Gallas und König Ferdinand von Ungarn, der spätere Kaiser Ferdinand III. Für seine Leistungen in der siegreichen Schlacht bei Nördlingen im September 1634 erhielt er ein Lobschreiben des Kaisers.
Im Jahr 1635 erhielt er auf Empfehlung von Piccolomini und Gallas ein eigenes Regiment Fußsoldaten verliehen. Im März 1636 gab Gallas ihm den Auftrag, tragbare Brücken zu errichten, um die Artillerie möglichst schnell und reibungslos nach Lothringen transportieren zu können. Unter Gallas nahm er an den Feldzügen 1636 nach Burgund gegen Frankreich und 1637 nach Pommern gegen die Schweden teil. Im Februar 1639 berief ihn Kaiser Ferdinand III. zu sich nach Wien. Im August verteidigte er unter Gallas die Stadt Prag erfolgreich gegen die Schweden. Am 2. Mai 1640 beförderte man Borri zum Generalfeldwachtmeister. Im nächsten Jahr wurde er erst Kommandant in Eger, dann in Pilsen. Im Juni 1641 eroberte er zusammen mit sächsischen Hilfstruppen Zwickau von den Schweden zurück.
Im Februar 1642 rief ihn der Großherzog der Toskana, Ferdinando II. de’ Medici, zurück nach Florenz, um ihn als Feldmarschall in Dienst zu nehmen. Bis zum Jahresende wurde dal Borro vom kaiserlichen Heer beurlaubt. Im März und April inspizierte er die Festungen des Großherzogtums aufgrund der drohenden Kriegsgefahr durch den Konflikt zwischen dem Kirchenstaat und dem Herzogtum Parma um Castro. Anfang 1643 kehrte er zum Kaiser zurück, der ihn zum Kommandanten in Mähren bestellte. Von Februar bis April befehligte er die Belagerung von Olmütz. Am 16. April erhielt Gallas den Befehl, Borro abzulösen, weil dessen Soldaten gefangene Schweden misshandelt haben sollen. Danach erhielt Borro auf wiederholtem Wunsch des Großherzogs der Toskana des Kaisers die Erlaubnis, ins toskanische Militär überzutreten, verbunden mit dem Titel eines kaiserlichen Feldzeugmeisters. Am 14. Oktober 1644 erhielt er vom Großherzog das Castel del Borro und die Herrschaften Castiglion Fibocchi und Pieve di San Giustino bei Arezzo verliehen.
Später kämpfte dal Borro in vielen Kriegszügen gegen die Türken und diente auch in den Streitkräften von Spanien und Venedig.

## Tod
Dal Borro starb 1656 auf Korfu an den Verletzungen, die er sich im Kampf gegen Barbaresken-Piraten zugezogen hatte. Seine Besitztümer gingen an seinen Sohn Niccolò del Borro (1644–1690) über, der wie dal Borro an Kriegsverwundungen starb.

## Familie
Alessandro dal Borro war zwei Mal verheiratet:
⚭ Katharina Kunigunde Gräfin Schlik zu Bassano und Weißkirchen, aus dieser Beziehung gingen hervor:
- Marco Alessandro  (* 1626 in Arezzo; † 29. April 1701), spanischer und toskanischer Ingenieur-General, Gouverneur von Livorno (1674)
- Francesco († 1669), kaiserl. Kämmerer und Hauptmann, gefallen auf Kreta in der Belagerung von Candia

⚭ Penelope Fantoni, aus Siena, aus dieser Beziehung gingen hervor:
- Niccolò  (* 1644; † 1690), venezianischer General, gefallen bei Valona
- Girolamo/Hieronymus, kaiserlicher Hauptmann